# Hrauneyjafoss
Hrauneyjafoss är ett vattenfall i republiken Island.   Det ligger i regionen Suðurland, i den sydvästra delen av landet, 130 km öster om huvudstaden Reykjavík. 
Terrängen runt Hrauneyjafoss är platt söderut, men norrut är den kuperad.  Trakten runt Hrauneyjafoss är nära nog obefolkad, med mindre än två invånare per kvadratkilometer. Det finns inga samhällen i närheten. 
Trakten ingår i den boreala klimatzonen. Årsmedeltemperaturen i trakten är −1 °C. Den varmaste månaden är juli, då medeltemperaturen är 11 °C, och den kallaste är februari, med −10 °C.